# Samatzai
Samatzai (en sard, Samatzai) és un municipi italià, dins de la província de Sardenya del Sud. L'any 2007 tenia 1.746 habitants. Es troba a la regió de Trexenta. Limita amb els municipis de Barrali, Donori, Guasila, Nuraminis, Pimentel, Serrenti (VS) i Ussana.

## Administració
| Període | Identitat       | Partit        |
| ------- | --------------- | ------------- |
| 2006-   | Alberto Pilloni | Llista cívica |